# Blandville (Kentucky)
Blandville es una ciudad ubicada en el condado de Ballard en el estado estadounidense de Kentucky. En el Censo de 2010 tenía una población de 90 habitantes y una densidad poblacional de 279,62 personas por km².

## Geografía
Blandville se encuentra ubicada en las coordenadas 36°56′45″N 88°57′50″O / 36.94583, -88.96389. Según la Oficina del Censo de los Estados Unidos, Blandville tiene una superficie total de 0.52 km², de la cual 0.52 km² corresponden a tierra firme y (0%) 0 km² es agua.

## Demografía
Según el censo de 2010, había 90 personas residiendo en Blandville. La densidad de población era de 279,62 hab./km². De los 90 habitantes, Blandville estaba compuesto por el 95.56% blancos, el 1.11% eran afroamericanos, el 0% eran amerindios, el 0% eran asiáticos, el 0% eran isleños del Pacífico, el 0% eran de otras razas y el 3.33% pertenecían a dos o más razas. Del total de la población el 0% eran hispanos o latinos de cualquier raza.